# Rhodometra sacraria
Rhodometra sacraria, auch Rotgestreifter Wanderspanner, Rotstriemiger Vogelknöterichspanner oder Schwefelgelber Schmuckspanner genannt, ist ein Schmetterling (Nachtfalter) aus der Familie der Spanner (Geometridae).  Die deutschen Namen sind allerdings ungebräuchlich, da es sich um keine in Mitteleuropa bodenständige Art handelt. Sie werden in der zitierten Literatur nicht verwendet, werden gelegentlich jedoch in populärwissenschaftlichen Veröffentlichungen oder Websites benutzt.

## Merkmale
Rhodometra sacraria erreicht eine Flügelspannweite von 23 bis 26 Millimetern; die spät im Jahr fliegenden Generationen sind mit 16 bis 26 Millimetern im Durchschnitt kleiner. Die Grundfarbe der Vorderflügel ist üblicherweise gelblich, in ein bis fünf Prozent der Fälle aber auch hellgelb, sandfarben oder rosa. Experimente deuten darauf hin, dass die Farbänderungen von der Umgebungstemperatur in früheren Entwicklungsstadien abhängen. Vom Hinterrand, knapp saumwärts der Flügelmitte, verläuft ein rötlicher, bräunlicher oder schwarzer an der Flügelspitze (Apex) endender, immer sehr deutlich ausgebildeter Strich (auch „postmedialer“ Strich). Die schwarze Variante des in der Breite variierenden Striches kommt fast nur bei den Weibchen vor. Bei manchen Exemplaren ist die Zelle gleichfarbig wie der postmediale Strich gefärbt. Diskalflecke sind meist vorhanden und ebenfalls in der gleichen Farbe wie der postmediale Strich und Zelle gehalten. Bei manchen Exemplaren sind die Flügel, besonders in den Bereichen zwischen den Adern in der Farbe der Zeichnungselemente überstäubt, besonders das Saumfeld; eine Saumlinie kann durch eine verstärkte Überstäubung angedeutet sein. Die Fransen sind meist in der Grundfarbe gehalten. Im Gegensatz zu den Vorderflügeln sind die Hinterflügel einfarbig weiß.
Das Ei ist verhältnismäßig sehr lang. Es ist gelblich gefärbt, mit deutlichen roten Flecken.
Die schlanken Raupen erreichen eine Länge von bis zu 25 Millimetern und haben einen blassbraun oder grün gefärbten Körper, der auf der Unterseite weißlich ist. Zwischen den Segmenten wird gelegentlich eine blass gelblichbraune Ringfärbung beobachtet. Die grünen Formen der Raupen tragen auf dem Rücken ein breites blassbraunes Band sowie eine innen weiße, dunkelbraune Linie, die zum Hinterende hin kräftiger wird. Der Seitenstreifen ist hellgelblich. Der Kopf ist blass rötlichbraun gefärbt und relativ klein.
Die Puppe ist relativ schlank; sie misst durchschnittlich 9,2 mm in der Länge und 2,7 mm im Durchmesser. Sie ist gelblich braungrau gefärbt, mit dunkleren Punkten. Auffallend ist ein  rotbrauner Streifen am Vorderrand von Vorder- und Hinterflügel. Die Flügelscheiden selber sind dunkler als die Grundfarbe. Der Kremaster ist relativ groß, breit und gerundet. Die vier Borstenpaare sind hakenartig gekrümmt und etwa gleich lang. Zwei weitere hakenförmige Borsten sitzen seitlich nahe der Basis des Kremasters.

## Vorkommen und Lebensraum
In Europa ist die Art nur in wärmeren Gefilden wie dem Mittelmeerraum bodenständig. Im Sommer migrieren die Falter bis ins südliche Skandinavien. Die Art ist ein Kosmopolit und Wanderfalter. Außerhalb von Europa ist sie auf den Kanarischen Inseln, Madeira, den Azoren, auf dem afrikanischen Kontinent bis Südafrika, St. Helena und Madagaskar zu finden. Das Verbreitungsgebiet von Rhodometra sacraria erstreckt sich weiterhin über große Gebiete des asiatischen Kontinents. In Mittelamerika wurde sie in San Salvador beobachtet.
Im Mittelmeerraum sind die Falter allgegenwärtig, besonders zahlreich treten sie im Flachland in Küstennähe, in mediterranen Dickicht- und Gebüschlandschaften (Macchie) und in Sanddünen auf. In Mittel- und Nordeuropa werden die eingeflogenen Falter hauptsächlich an trockenen Stellen mit Pioniervegetation wie in Brachländern und Ballungszentren gefunden.

## Lebensweise
Rhodometra sacraria kommt im Mittelmeergebiet in mehreren Generationen (polivoltin) zwischen Ende März und Mitte November vor. In Mittel- und Nordeuropa wandern die Falter meist ab Anfang Juni ein; Nachkommen dieser Einwanderer fliegen von August bis November. In Nordafrika und in der Levante tritt die Art ganzjährig auf. Die Falter fliegen manchmal auch am Tag und lassen sich leicht von ihren Sitzplätzen aufscheuchen. Nachts werden sie von künstlichen Lichtquellen angelockt. Die Falter ernähren sich von Blütennektar, beispielsweise dem der Wiesen-Flockenblume (Centaurea jacea).
Die Raupen ernähren sich hauptsächlich von Knöterichgewächsen (Polygonaceae). Hier bevorzugen sie vor allem den Vogelknöterich (Polygonum aviculare) und den Stechampfer (Emex spinosa). Hin und wieder finden sich die Raupen aber auch auf Sumachgewächsen (Anacardiaceae), Korbblütlern (Asteraceae), Fuchsschwanzgewächsen (Chenopodiaceae), Rosengewächsen (Rosaceae). Die Raupen verpuppen sich in einem Netzkokon aus gelber Seide, der an einen Stängel der Nahrungspflanze geheftet wird.

## Systematik
Die Art wurde 1767 durch Carl von Linné unter dem Namen Phalaena Geometra sacraria erstmals wissenschaftlich beschrieben. Später wurde die Art noch unter den Namen Pyralis sacralis Thunberg, 1784, Phalaena fulvaria Fabricius, 1794, Phalaena Geometra labda Cramer, 1777, Phalaena Geometra sanguinaria Esper, 1801, Aspilates lividaria Costa, 1848, Aspilates minervae Gistel, 1856 und Rhodometra plectaria debiliaria Rothschild, 1914 beschrieben; alle Namen sind jüngere Synonyme von Rhodometra sacraria (Linné, 1767).